# 무극중학교
무극중학교(無極中學校)는 대한민국 충청북도 음성군 금왕읍 무극리에 있는 공립 중학교이다.

## 학교 연혁
- 1946년 7월 9일 : 무극공립농업초급중학교(3년제) 설립인가
- 1946년 9월 15일 : 개교
- 1951년 9월 1일 : 무극중학교로 개편
- 1974년 3월 1일 : 무극중고등학교로 변경 인가
- 1975년 2월 28일 : 금왕여자중고등학교로 분리 이전
- 1986년 2월 28일 : 금왕고등학교로 통합 이전
- 1986년 3월 1일 : 중학교 남녀 공학으로 분리
- 1989년 10월 26일 : 후관 교실(12실) 개축 준공
- 1993년 12월 27일 : 생활관 신축
- 1997년 10월 13일 : 본관 10개 교실 증개축
- 1998년 9월 25일 : 강당 준공
- 2004년 3월 1일 : 도지정 주5일 수업제 연구학교(2년)
- 2013년 3월 1일 : 34학급 인가(특수학급 2포함)
- 2023년 1월 6일 : 제75회 졸업식(졸업생 182명, 누계 17,467명)
- 2023년 9월 1일 : 제31대 신명남 교장 부임
- 2024년 3월 4일 : 신입생 입학(남 83명, 여 71명)

## 참고 자료
- 무극중학교 - 한국교육학술정보원 학교알리미